# Shuibu, Guangdong
Shuibu (kinesiska: 水步) är en köping i sydöstra Kina. Den ligger i Taishan i staden Jiangmen i provinsen Guangdong, omkring 100 kilometer sydväst om provinshuvudstaden Guangzhou. Antalet invånare är 42 578. Befolkningen består av 21 103 kvinnor och 21 475 män. Barn under 15 år utgör 11,0 %, vuxna 15-64 år 76 %, och äldre över 65 år 11,0 %.